# 58式自動小銃
58式自動小銃（58しきじどうしょうじゅう、朝鮮語: 58식 자동보총、58式自動歩銃）は、朝鮮民主主義人民共和国(北朝鮮)でライセンス生産されたAK自動小銃である。

## 開発
1940年代後半からソビエト連邦は北朝鮮に向け様々な先進的技術を提供し続けており、それはPPSh-41のライセンス生産である49式短機関銃から始まり朝鮮戦争の後の1958年には金日成の命によりAKの生産が開始された。これが58式自動小銃として朝鮮人民軍陸軍に採用された。
当初はソビエト連邦から部品一式を輸入し、北朝鮮国内の国営工廠である第61工廠と第65工廠にてノックダウン生産を行っていたが、前述の技術提供を受け全ての部品を国内で製造することに成功し完全国産へと移行している。58式自動小銃は1958年から1968年に68式自動小銃に更新されるまでに約80万挺が前述した工廠にて生産された。
1960年代にはベトナムやキューバなどの共産圏の国に輸出され、近年でも横流しなどを経て中東や南米、アフリカなどを中心に正規・非正規問わず様々な機関や組織で使用されている。

## 構成
外見上、58式自動小銃とオリジナルのAKとの差異は少ない。主な違いとして、レシーバーはAKよりも軽量で、銃身や機関部はAKと同じ切削加工製造だが、AKより1mm長く、ライフリングは4条右回りに変更されている。
機関部はセレクター表示がハングル文字となっているほか、円の中に五芒星が描かれた刻印と、ハングル文字と数字を組み合わせた製造番号が刻印されている。
また、AKでは合板製だった銃床やグリップなどは、58式自動小銃では単材製になっている。これらの違いにより、全長はAKより22mm長くなっている。
マガジンはAKと同じプレス加工によって製造された金属製マガジンだが、左側面に58式自動小銃と同じ円の中に五芒星が描かれた刻印が追加されている。

## 運用
採用された58式自動小銃は、63式小銃と共にモシン・ナガンや三八式歩兵銃等の各種旧式小銃を徐々に更新していった。しかし機関部等の金属部品を削り出しで製造したため大量生産に向いていなかった。その後、AKMを国産化した68式自動小銃が採用され、58式は第一線を退いた。現在、人民軍の一般部隊では使用されていないが、教導師団や労農赤衛隊、赤い青年近衛隊などの民兵部隊、人民保安部指揮下の警察では相当数が使用されているという

## 派生型
58式自動小銃 1型
AKS同様のアンダーフォールディング銃床を取り付けた仕様。